# 仙郷県
仙郷県（せんきょう-けん）は中華人民共和国遼寧省にかつて存在した県。現在の海城市北西部に相当する。
遼代に設置され、金代に廃止された。